# Tjaptjoi

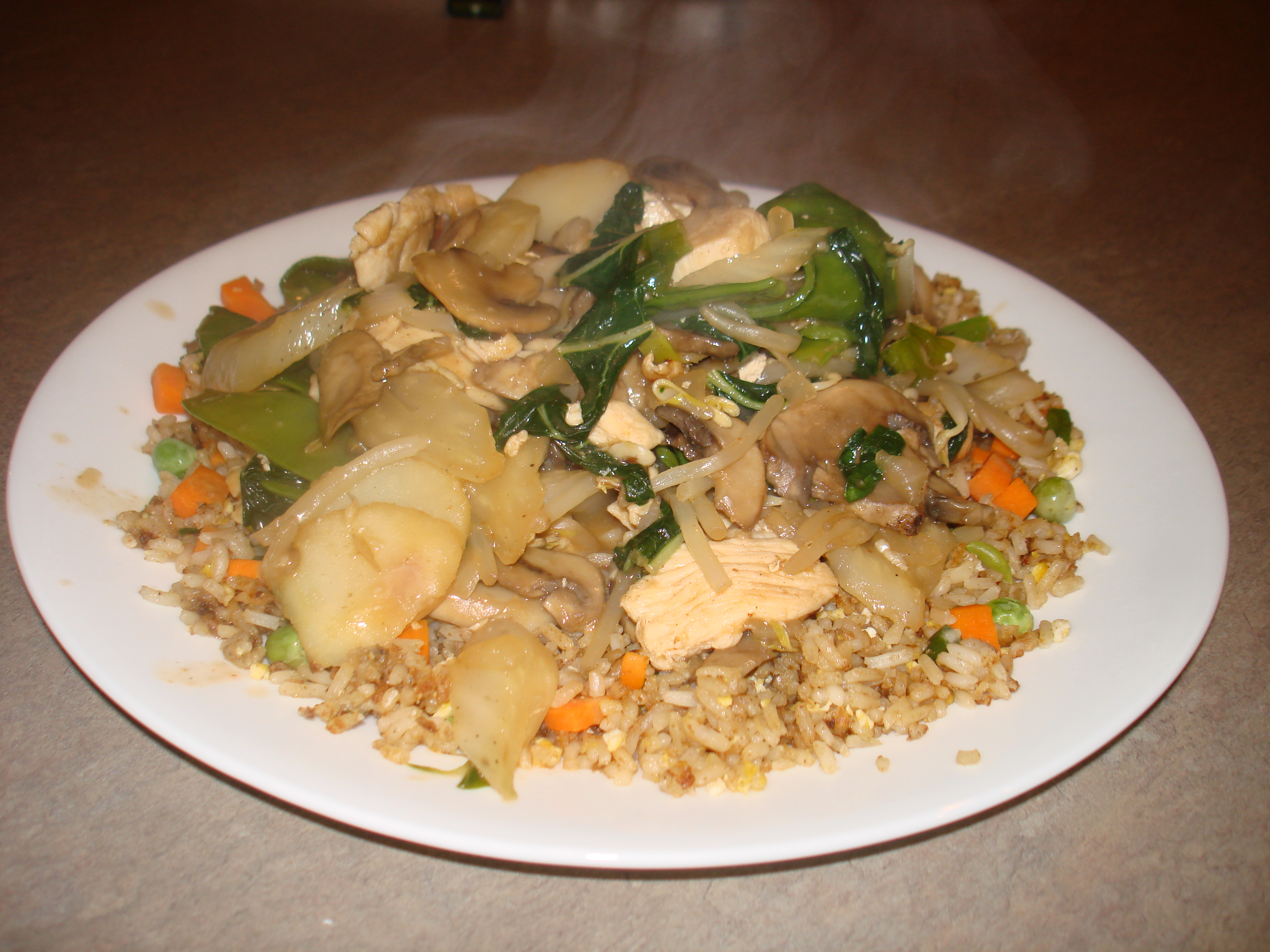
Een bord tjaptjoi met gebakken rijst

Tjaptjoi (Nederland) of Chop choy (Vlaanderen) is een Chinees gerecht van gemengde groente.
De naam tjaptjoi komt van de twee Kantonese woorden: tjap, dat 'gemengd' betekent, en tjoi, dat 'groente' betekent. In het Hokkien betekent tjap echter 'tien' en tjoi ook groente, dus in deze taal betekent het 'tien groenten'. In de Verenigde Staten, Frankrijk en Duitsland noemen ze dit gerecht ook wel chop suey. In Maleisië, Singapore en Indonesië wordt een soortgelijk gerecht cap cai genoemd. De benaming cap cai is afkomstig uit het Minnanyu en betekent eveneens 'gemengde groente'.
Omdat tjaptjoi puur een benaming is voor gemengde groente, wordt dit vaak op de kaart benadrukt met extra ingrediënten zoals kip, rundvlees, varkensvlees of garnalen.

## Japchae
Het Koreaanse gerecht japchae kent veel overeenkomsten met tjaptjoi. De betekenis van de naam in het Chinees en Koreaans is hetzelfde.